# Feuerroute
Die Feuerroute ist ein 33 km langer Themenwanderweg zwischen Rheinbach und Wachtberg im Rhein-Sieg-Kreis in Nordrhein-Westfalen. Er verläuft durch die teils von alten Vulkanen geprägte Landschaft im südlichen Naturpark Rheinland. Entlang der Strecke wird an einzelnen Stationen das Thema „Feuer“ auf vielfältige Weise aufgegriffen. Wegzeichen ist eine stilisierte Flamme. Der Wanderweg wurde im April 2015 offiziell eröffnet. Der Wanderweg hat einen mittleren Schwierigkeitsgrad.

## Verlauf

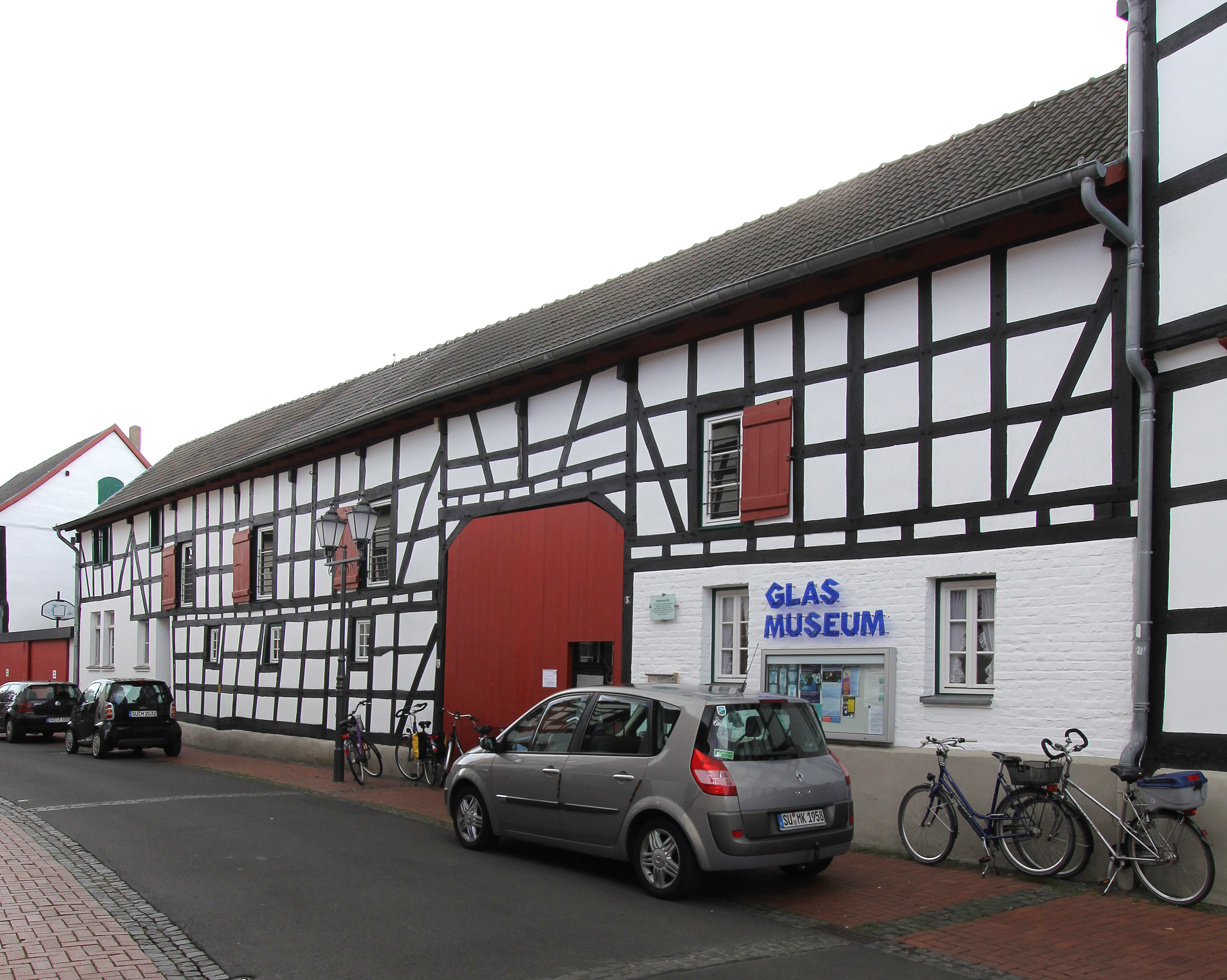
Himmeroder Hof in Rheinbach

Tomburg bei Rheinbach

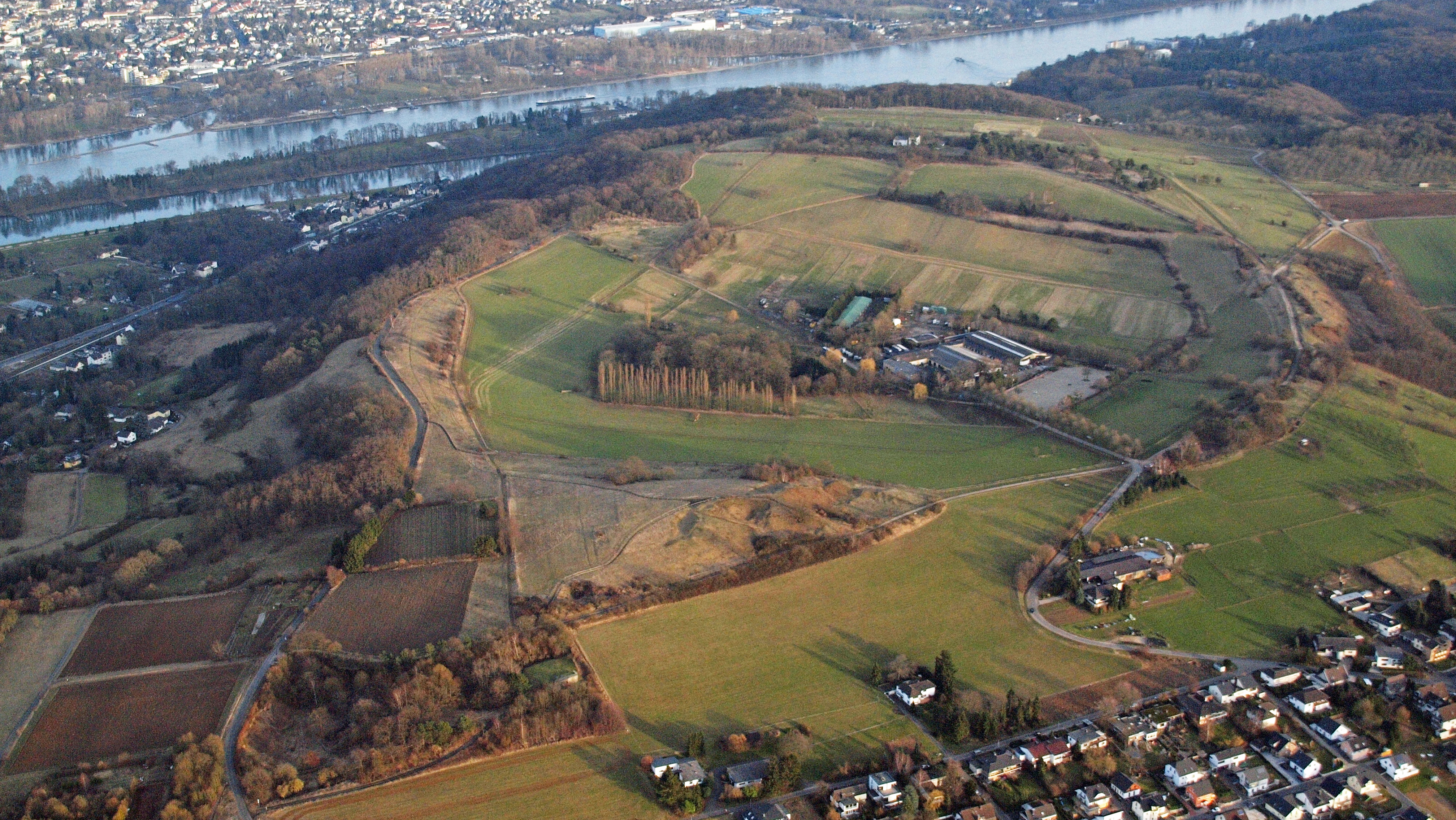
Rodderberg in Niederbachem

Die Feuerroute führt vom Naturparkzentrum Himmeroder Hof in der „Glasstadt“ Rheinbach zur Waldkapelle und durch den Rheinbacher Wald weiter zur Tomburg. Über Feldwege zwischen Wormersdorf und Ersdorf geht der Weg entlang des Ersdorfer Bachs und der Swist vorbei an Meckenheim nach Adendorf. Adendorf ist bekannt für seine traditionellen Töpferwaren sowie die Burg Münchhausen und die Wasserburg Adendorf. 
Weiter verläuft die Feuerroute durch den südlichen Kottenforst zur Burg Gudenau in Villip und von dort über Holzem zum ursprünglichen Gebiet des Drachenfelser Ländchens. Die hügelige Landschaft des Drachenfelser Ländchens ist geprägt durch verschiedene Kuppen vulkanischen Ursprungs. Ein markanter Berg ist der 258 m hohe Wachtberg, nach dem die Gemeinde Wachtberg 1969 benannt wurde und der, wie die meisten Kuppen im Drachenfelser Ländchen, über viele Jahre als Steinbruch diente. Vorbei am Stumpeberg geht der Weg weiter durch Berkum in Richtung Domsteinbruch am Hohenberg. Den Trachyt nutzten schon die Römer, im 19. Jahrhundert wurden dort Steine für den Kölner Dom geschlagen.
Durch Kürrighoven und Oberbachem führt die Feuerroute zum Dächelsberg. Der Dächelsberg zwischen Ober- und Niederbachem ist ebenfalls vulkanischen Ursprungs. Der Berg samt See und Steinbruch steht seit 2002 unter Naturschutz.
Endpunkt der Feuerroute ist der Rodderberg oberhalb des Rheins. Dort brach zuletzt vor 250.000 Jahren ein Vulkan aus und formte einen großen Krater. Durch den Krater verläuft die Grenze zwischen Nordrhein-Westfalen und Rheinland-Pfalz.

## Rundwege
Entlang der Feuerroute sind zusätzlich sechs Rundwege zwischen rund 3 und 12 km Länge ausgeschildert:
- Rheinbacher-Wald-Runde (11,8 km – leicht)
- Tomburg-Runde (9,8 km – mittel): Waldkapelle, Tomburg, Todenfeld, Waldkapelle
- Töpferpfad Adendorf (2,7 km – leicht)
- Hümerich-Runde (6,2 km – mittel): rund um Berkum
- Dächelsberg-Runde (7,3 km – mittel): rund um Oberbachem und Kürrighoven
- Rund um den Rodderberg (3,2 km – leicht)